# 11點14分
《11點14分》（英語：11:14）是一部2003年新黑色黑色幽默驚悚片，由格雷格·馬克斯編劇和導演（本片是他的導演處女作）。這部電影的群戲陣容有瑞秋·萊·寇克、賓·科士打、克拉克·格雷格、柯林·漢克斯、蕭恩·哈特西、芭芭拉·赫尔希、斯塔克·桑德斯、希拉里·斯旺克、派屈克·史威茲和亨利·托馬斯。影片讲述了五个不同的故事情节，共同導致某天晚上11點14分發生的一系列事件。
該片於2003年5月16日在第56屆坎城影展首映，2003年9月5日在第28屆多倫多國際電影節放映。該片於2005年8月12日在加利福尼亚州旧金山有限上映，然後於2005年10月11日由新線家庭娛樂發行DVD和藍光光碟。

## 剧情
影片讲述一系列相互關聯的事件，集中在晚上11點14分發生的兩起與汽車相關的事故。事件之間的聯繫一開始並不明顯，但透過一系列逐漸倒帶的閃回慢慢揭示出來。

### 第一部分
11:14 - 11:34
杰克喝了酒，晚上开车在路上打手机。仪表盘上的时钟显示晚上11點14分。突然，当他行驶到一座立交桥下时，挡风玻璃被什么东西砸碎，导致他驶离路面。他在一个表示有鹿穿行的标志旁停下來，下车检查损坏情况，发现一具面部严重残缺的尸体躺在他的车旁。他看到另一辆车驶来，便惊慌失措地把屍體拖到看不見的地方。那辆车停在他旁边，司机诺尔玛以为他撞到了一只鹿。她不顾杰克的反对，主动提出报警，坚持说这并不麻烦，因为她有一部「從未使用過」的新手机，而且她和警察局长是朋友。诺尔玛要送杰克去她家等警察，但他拒绝了。她开车离开后，杰克决定把尸体藏在汽车后备箱里。他回到车里准备离开，但一名警官在他身后停下了车。汉纳根警官与杰克交谈，注意到他的古怪行为，问他是否愿意接受酒精测试。杰克要求进行清醒測試，汉纳根让他从Z到A背诵倒序的字母表。警官向调度中心核实，发现杰克的驾照因酒后驾驶被吊销了。汉纳根告诉杰克他被捕了，他的车将被扣押。汉纳根在后备箱里发现了杰克的尸体，他用紮帶把杰克的雙手捆住，告诉已经坐在警車后座的达菲和芭齐两人往里面挪，好让杰克能挤进去。芭齐拒绝让位，汉纳根与她争吵，这时杰克从口袋里掏出剪子，趁机剪断紮帶，逃之夭夭。汉纳根紧追不舍，不顾警车的门敞开着，于是达菲和芭齐也逃了出来。杰克跑过一处装有防盗灯和有条狗的房子，引得房主诺尔玛走了出來。她显然很难过，正在寻找丈夫弗兰克，因为她刚刚接到电话，说女儿谢里在一起肇事逃逸事故中丧生。汉纳根这时追上了杰克，诺尔玛愤怒地用手电筒打杰克，认为他对女儿的死负有责任。他再次逃进墓地，被一个保龄球绊倒，再次被拘留。

### 第二部分
11:09 - 11:29
蒂姆、马克和埃迪开车四处惹事，他们开着马克母亲的貨車往车窗外扔东西，比如一个果冻甜甜圈，砸中了迎面驶来的一辆车，他们还点燃了一本书。马克被埃迪从车窗往外撒尿的举动分心，撞死了一边打电话一边横穿马路的谢里。他们停下车，但达菲持拿著槍朝貨車走來，他們马上开车逃離了現場。达菲向驶离的貨車开枪，这时蒂姆意识到撞车导致车窗突然关闭，夹断了埃迪的阴茎。埃迪坚持要大家回到车祸现场，因为他不想没有阴茎；蒂姆为埃迪感到难过，自愿回去寻找阴茎。蒂姆在现场遭到了医护人员、利昂和凯文的围追，但他成功逃脱，把阴茎还给了埃迪。

### 第三部分
11:04 - 11:24
弗兰克深夜遛狗时，在墓地发现了女儿谢里的车钥匙，就放在阿龙的尸体旁。弗兰克以为是女儿害死了阿龙，便把尸体装进了谢里的汽车后备箱，不小心把车钥匙和尸体锁在了一起。他用石头打破车窗，进到车里，然后开车来到一座桥上。他躲过开车路过的达菲，然后把尸体从桥上抛下，尸体落在杰克的车上（如影片開頭所示）。他的狗叼着沾满鲜血的夹克跑了。他追着狗，最终抓住了牠。他看到了扔在人行道上的燃烧的书，用它点燃了那件夹克。妻子诺尔玛看到了他，送他回家，让他去寻找那只杰克谎称撞到的鹿。

### 第四部分
10:59 - 11:19
芭齐深夜在一家便利店工作。她的朋友也是同事达菲来了，开始讨论谢里怀孕和堕胎所需的钱。马克和埃迪在商店关门后要进去买东西，达菲让他们进来了。他们是来买东西扔出车窗外的。他们离开后，达菲告诉芭齐他打算从店里偷500美元来支付堕胎费用。这时谢里来了，和达菲进了冷藏室。与此同时，芭齐正在玩弄达菲的左轮手枪（他計劃用這把左輪手槍搶劫商店），不小心打出子弹，射穿了冰箱的玻璃门，差点没打中达菲和谢里。谢里离开后，达菲請求芭齐同意他偷便利店收银机里的钱。芭齐害怕丢掉工作，表示反对，但最终还是同意了，还坚持要达菲朝她的手臂开一枪，这看起来才像一次真正的抢劫。他朝她的手臂开了一枪，然后帮她拨了911，在她讲电话时离开了。达菲找着自己的钥匙，勉强躲过了比想象中来得更快的警察。开车离开时，他路过阿龙的车，弗兰克把车停在那里准备处理阿龙的尸体。达菲随后看到了停在路边的谢里，告诉她自己拿到了为她堕胎的钱。她走下车，被那三个人的货车撞死，于是达菲向他们开枪。随后，汉纳根警官根据某人报警（后来发现是谢里）提供的描述，以向货车开枪和抢劫商店的罪名逮捕了他。芭齐拒绝指认达菲并承认与他共谋，因此作为共犯被捕。

### 第五部分
10:54 - 11:14
谢里离开家去墓地与阿龙做爱。阿龙靠在一块墓碑上，墓碑上有一个石雕天使。天使的脖子断了，沉重的石头砸在亚伦的脸上，使他当场死亡，脸部也被毁掉。谢里逃离了现场，没有意识到自己掉落了父亲在第三部分中找到的那串钥匙。谢里借了父亲的车，去便利店偷拿达菲的保龄球，打算用保龄球换掉天使头，嫁祸达菲。她驾车离开便利店时，看到了枪击事件，于是向警方报告了达菲的特征。谢里回到墓地，却发现阿龙的尸体不见了，便扔掉了保龄球。她想要离开，但车又无法启动。这时手机响了，她开始和杰克通话。这就是电影开头的那通电话，告诉观众谢里的“怀孕”其实是个骗局，目的是从达菲和阿龙那里骗取钱财，好和杰克一起带着钱离开小镇。在通话过程中，达菲在街对面叫出了谢里的名字，告诉她他拿到了她想要的500美元。谢里迅速挂断了电话，当她正准备过马路时，手机铃声再次响起，分心的她站在了路中间，被一辆载有马克、蒂姆和埃迪的货车撞倒在地。镜头转向谢里的手机，上面显示晚上11點14分。

## 演员
- 亨利·托馬斯 饰 杰克·莱文
- 布雷克·海倫（英语：Blake Heron） 饰 阿龙·刘易斯
- 芭芭拉·赫尔希 饰 诺尔玛
- 克拉克·格雷格 饰 喬治·漢納根警官
- 希拉里·斯旺克 饰 “芭齐”
- 蕭恩·哈特西 饰 达菲·尼科尔斯
- 斯塔克·桑德斯 饰 蒂姆
- 柯林·漢克斯 饰 马克
- 賓·科士打 饰 埃迪
- 派屈克·史威茲 饰 弗兰克
- 瑞秋·萊·寇克 饰 谢里
- 傑森·席格爾 饰 利昂
- 里克·戈麥斯 饰 凯文

## 反响

### 评价
在评论聚合网站爛番茄上，《11點14分》基於12條評論獲得了92%的「新鮮」支持率，平均評分為6.9/10。在Metacritic上，根據4位影評人的評分，這部電影的加權平均分為65分（滿分100分），表示「總體好評」。
《綜藝》雜誌的麗莎·妮塞爾松稱讚《11點14分》是“一場在壓力下做出錯誤決策的充滿活力和諷刺的盛宴”，“巧妙地將10個角色看似無關的不幸塑造成一個令人滿意且始終有趣的整體”。《Time Out》的沃利·哈蒙德對這部電影的評價好坏参半，他指出：“馬克斯將這一切作為一篇同步性的文章進行了闡述，充滿了閃回、重疊、聯繫和黑色幽默……有一些令人震驚、有趣的時刻，馬克斯的導演也帶著些許瀟灑。但這最終是一種令人不滿意的體驗，類似於看別人玩填字遊戲”。《旧金山纪事报》的米克·拉塞爾稱之為“情節結構細緻、有趣、充滿事件、調皮和陰鬱幽默感的作品”。《極客巢穴》的萊恩·蘭比將其列為2003年最被低估的25部電影之一。

### 榮譽
| 年份 | 奖项        | 类别                    | 被提名者              | 结果 |
| ---- | ----------- | ----------------------- | --------------------- | ---- |
| 2006 | DVD獨家獎項 | 最佳真人DVD首映整體電影 | 《11點14分》          | 提名 |
| 2006 | DVD獨家獎項 | DVD首映電影最佳男主角   | 亨利·托馬斯           | 提名 |
| 2006 | DVD獨家獎項 | DVD首映電影最佳女主角   | 希拉里·斯旺克         | 提名 |
| 2006 | DVD獨家獎項 | DVD首映電影最佳女配角   | 芭芭拉·赫尔希         | 獲獎 |
| 2006 | DVD獨家獎項 | DVD首映電影最佳劇本     | 格雷格·馬克斯         | 提名 |
| 2006 | DVD獨家獎項 | DVD首映電影最佳原創配樂 | 克林特·曼塞爾         | 提名 |
| 2006 | DVD獨家獎項 | DVD首映電影最佳攝影     | 肖恩·哈爾布特         | 提名 |
| 2006 | DVD獨家獎項 | DVD首映電影最佳剪輯     | 丹·勒班托 理查德·諾德 | 提名 |